# Passenger (группа)
Passenger — шведская метал-группа, играющая в стиле альтернативный метал.

## История
Группа была сформирована в 1995 Патриком Йеркстеном и Никласом Энгелином. Оба участника хотели играть музыку, которая не была бы ни трэш-металом, ни мелодичным дэт-металом, которые они исполняли в своих основных коллективах. Под именем Cliff на аудиостудии Studio Fredman были сделаны две демозаписи, которые никогда не выпускались. После перерыва выступлений Энгелина в качестве сессионного гитариста In Flames во время Whoracle tour, Андерс Фриден, вокалист In Flames, проявил интерес к группе и присоединился к ней.
В 2000-м году группа возобновила свою деятельность, продолжив делать демозаписи. В 2001 группа записала другой демо, на котором были записаны ранние версии песен «Used», «In My Head», «Circus» и «Drowning City». После третьего демо группа наконец записала и выпустила дебютный альбом под названием Passenger. Также был выпущен клип «In Reverse».
В феврале 2004 на официальном сайте группы Йеркстен заявил, что группа находится в процессе записи второго альбома. Однако после этого Андерс Фриден, вокалист Passenger и In Flames, отметил, что у него не хватает времени на этот проект из-за деятельности в других группах. В своём интервью Фриден заявил, что в начале 2010, как только получит перерыв в In Flames, он собирается вновь собрать группу для записи второго альбома. Этого, однако, не случилось, так как Андерс продолжил тур с In Flames до октября 2010, а затем начал записывать с ними следующий альбом. К 2013 году, спустя десятилетие после выпуска дебютного альбома, не было принято никаких попыток восстановления группы. Однако в интервью с Unsung Melody Фриден отметил, что думал об этом.

## Состав группы
- Андерс Фриден – вокал
- Патрик Йеркстен – ударные
- Никлас Энгелин – гитара
- Хокан Скогер – бас

## Дискография
- 2003 — In Reverse (single)
- 2003 — Passenger